# Svenska Kvinnors Filmförbund
Svenska Kvinnors Filmförbund (SKFF) var en intresseorganisation för kvinnliga filmare som grundades 1976. År 2003 uppgick förbundet i den nystartade svenska avdelningen av Women in Film and Television (Wift).

## Verksamhet
SKFF:s syfte var att ge stöd åt kvinnliga filmare och öka kvinnors möjligheter att göra film. Förbundet arrangerade workshops i foto- och ljudteknik och dramaturgi- och manuskurser. Tillsammans med Filmverkstan i Stockholm genomfördes produktionen av ett antal kortfilmer gjorda av kvinnor. 
På det politiska planet krävde SKFF att kvinnor blev representerade i styrelser och fonder och att utbildningsplatser på Dramatiska Institutet blev jämnare fördelat mellan kvinnor och män. Förbundet påtalade diskriminerande kvinnobilder inom filmen och ensidig filmkritik. SKFF skrev remisser till regeringspropositioner om filmavtalen samt gav ut flera rapporter om kvinnliga filmares situation och statistik över könsfördelningen inom filmproduktion och utbildning. För att synliggöra kvinnliga filmare arrangerade SKFF filmfestivaler och specialvisningar av filmer gjorda av kvinnliga regissörer.
Till flera av de många möten med samtal och filmvisningar som anordnades inbjöds kvinnliga regissörer att berätta om sitt konstnärliga arbete och sina erfarenheter av filmbranschen. Vid några tillfällen hade SKFF specialarrangemang med utländska filmare, bland annat med Márta Mészáros från Ungern, belgiska Chantal Akerman, svensk-amerikanskan Gunvor Nelson och Ulla Ryum från Danmark.
SKFF var mycket aktivt på 70- och 80-talen men mot slutet av 1990-talet tappade förbundet kraft, kanske ett generationsskifte, och 2003 uppgick det i den svenska avdelningen av Women in Film and Television (Wift).

### Filmfestivaler
- 1977 Kvinnofilmsfestivalen på Folkets Bio, Högbergsgatan i Stockholm. Festivalen presenterade ”Robin Hood, brudar i vitt, älgjägare och menstruationsupplysningar, Shirley MacLaine, Mae West, kämpande gruvarbetarhustrur som tar det som en man, förrymda hustrur, gamla damer vars liv börjar vid sjuttio, kubanska kamrater som dessutom är kvinnor etc, etc.” [1]
- 1980 Kvinnofilmsveckan arrangerad med Folkets Bio och Filmcentrum på Moderna Museet.
- 1983 Kvinnor i Svensk film på Folkets Bio i Stockholm med filmer av Anna Hofman-Uddgren, Pauline Brunius, Suzanne Osten, Solveig Nordlund, Nina Hedenius, Christina Olofson, Lena Hellman, Mai Zetterling, Ingela Romare, Marie-Louise Ekman med flera.
- 1986 Kvinnor i Nordisk film på Folkets Bio i Stockholm med filmer från hela Norden, även från Färöarna och Grönland.

### Skrifter
- Kvinnor i svensk film, utgiven i samband med filmfestivalen 12-20 februari 1983, red. Annika Danielson, Svenska Kvinnors Filmförbund 1983.
- Kvinnor i nordisk film, utgiven i samband med filmfestivalen 1986, red. Lena Ag, Svenska Kvinnors Filmförbund 1986.
- Om kvinnor i svensk filmproduktion, rapport 1991, av Margareta Vinterheden, Svenska Kvinnors Filmförbund 1991
- Om kvinnor i svensk filmproduktion, av Margareta Vinterheden, 2:a omarbetade upplagan, Svenska Kvinnors Filmförbund 1993.